# Petrovo-Vîsunske, Kazanka
Petrovo-Vîsunske (în ucraineană Петрово-Висунське) este un sat în comuna Lahodivka din raionul Kazanka, regiunea Mîkolaiiv, Ucraina.

## Demografie
Componența lingvistică a localității Petrovo-Vîsunske
     Ucraineană (100%)
Conform recensământului din 2001, toată populația localității Petrovo-Vîsunske era vorbitoare de ucraineană (100%).